# Стюарт Страйкер
Стюарт Страйкер (англ. Stuart S. Stryker; нар.30 жовтня 1924, Портленд, Орегон — пом. 30 березня 1945, поблизу Везель, Рейнська провінція) — американський військовослужбовець, рядовий першого класу армії США, учасник Другої світової війни, кавалер Медалі Пошани (посмертно).

## Біографія
Стюарт Страйкер народився 30 жовтня 1924 року в місті Портленд, у штаті Орегон. 17 липня 1943 був призваний до лав армії США після проходження курсу військової підготовки, розпочав службу в роті «E», 513-го парашутного полку 17-ї повітряно-десантної дивізії. Брав участь у боях на Західноєвропейському театрі війни у Франції та Бельгії.
24 березня 1945, під час проведення Рейнської повітряно-десантної операції, військово-транспортний літак C-46 «Коммандо», на борту якого разом з іншими військовиками роти «Е» 513-го полку був рядовий першого класу С.Страйкер, десантував особовий склад у районі висадки поблизу міста Везель, Німеччина.
На жаль десантування пройшло з помилками, тому взвод рядового С.Стракера висадився на відстані 1,5 милі від визначеного району. 2 лейтенанти зібрали усіх кого спромоглися знайти в цьому районі з роти «E» і організували висування десантників до об'єкту атаки.
Об'єктом захоплення десантної роти С.Страйкера був великий сільський будинок, який слугував німцям штабом тактичної ланки. У будівлі знаходилася група солдатів Вермахту, озброєна кулеметами та 4 польовими гарматами. Намагаючись прорватися до об'єкту з ходу, десантники атакували його, але при наближенні американських солдатів німці відкрили шквальний вогонь. Через 50 метрів фронтальна атака захлинулася.
Рядовий першого класу С.Страйкер, що знаходився у відносно безпечному місці, добровільно залишив його, й озброєний тільки карабіном, кинувся до передньої лінії, де залягли його товариші. Під вогнем противника, що вівся майже впритул, С.Страйкер підняв своїх військових і повів за собою. Підбадьорені його безстрашним вчинком, американці кинулися в атаку. Не добігши 25 метрів до цілі, рядовий С.Страйкер був вбитий ворожою кулею. Однак, його ротні товариші у єдиному пориві прорвалися до будинку, оточили його і взяли в полон більше ніж 200 солдатів Вермахту, а також звільнили 3 членів екіпажу американського бомбардувальника, які утримувалися тут.
11 грудня 1945 року за героїчний вчинок попри смертельній загрозі власному життю, рядовий першого класу С.Страйкер був посмертно нагороджений вищою американською нагородою Медаллю Пошани. С.Страйкер був одним з 3-х військовослужбовців американської армії, разом з рядовим першого класу Джорджем Пітерсом та технік-сержантом Клінтоном Гедріком, які отримали найвищу нагороду під час проведення операції «Версіті». Усі вони були нагороджені посмертно.

### Офіційний текст нагородження Стюарта Страйкера Медаллю Пошани
| «Він [рядовий першого класу С.Страйкер], ординарець взводу роти «E», зібрався разом з ротою у районі десантування поблизу Везеля, Німеччина, східніше Рейну. Атакуючи повздовж залізниці, рота «E» досягла пункту на відстані близько 250 метрів від великої будівлі, яку ворожі війська використовували як штаб і насичену потужними силами німців з гвинтівками, кулеметами і 4 польовими гарматами. Один взвод здійснив спробу фронтального наступу з ходу, але був притиснутий інтенсивним вогнем з дому після просування всього на 50 ярдів. Підрозділ опинився в надзвичайно поганому стані, він не міг адекватно відповісти вогнем і тому взвод лишався на відкритій ділянці під прицільним вогнем німецьких автоматників, коли рядовий першого класу Страйкер добровільно покинув місце, де він перебував у відносній безпеці, і, озброєний одним карабіном, підбіг до передовій позиції. На очах у ворога і під постійним обстрілом, він закликав людей піднятися на ноги і слідувати за ним. Натхненні його безстрашністю, вони кинулися за ним у відчайдушну атаку під зливою куль супротивника. За 25 метрів від цілі героїчний солдат був вбитий ворожим пострілом. Його сміливість і повністю добровільний вчинок попри переважаючій вогневій моці ворога, однак підбадьорили його товаришів і відволікли увагу противника, чим негайно скористалися інші підрозділи роти і змогли оточити будинок, захопивши понад 200 ворожих солдатів і багато озброєння, а також звільнивши 3 членів екіпажу американського бомбардувальника, що перебували там в полоні. Безстрашність і рішуча самопожертва рядового 1-го класу С.Страйкера відповідали найвищим традиціям військової служби"[2]. Оригінальний текст (англ.) "He was a platoon runner, when the unit assembled near Wesel, Germany after a descent east of the Rhine. Attacking along a railroad, Company E reached a point about 250 yards from a large building used as an enemy headquarters and manned by a powerful force of Germans with rifles, machineguns, and 4 field pieces. One platoon made a frontal assault but was pinned down by intense fire from the house after advancing only 50 yards. So badly stricken that it could not return the raking fire, the platoon was at the mercy of German machine gunners when PFC. Stryker voluntarily left a place of comparative safety, and, armed with a carbine, ran to the head of the unit. In full view of the enemy and under constant fire, he exhorted the men to get to their feet and follow him. Inspired by his fearlessness, they rushed after him in a desperate charge through an increased hail of bullets. Twenty-five yards from the objective the heroic soldier was killed by the enemy fusillades. His gallant and wholly voluntary action in the face of overwhelming firepower, however, so encouraged his comrades and diverted the enemy's attention that other elements of the company were able to surround the house, capturing more than 200 hostile soldiers and much equipment, besides freeing 3 members of an American bomber crew held prisoner there. The intrepidity and unhesitating self-sacrifice of PFC. Stryker were in keeping with the highest traditions of the military service.» |

## Післямова
У 2002 керівництво армії США надало на честь кавалерів Медалі Пошани рядового 1-го класу С.Страйкера та спеціаліста 4-го рангу Роберта Ф. Страйкера, що загинув у В'єтнамській війні їм'я «Страйкер» сімейству бойових машин, якими озброювалася американська армія на початку 21 століття.